# ينس رينو مولر
ينس رينو مولر هو سائق سباق دنماركي، ولد في 14 يناير 1971 في Ikast-Brande Municipality ‏ في الدنمارك.

## وصلات خارجية
- ينس رينو مولر على موقع Racing-Reference.info (الإنجليزية)
- ينس رينو مولر على موقع DriverDB.com (الإنجليزية)